# Poimenski seznam evroposlancev iz Francije
Poimenski seznam evroposlancev iz Francije'.

## Seznam
| Ime                       | Stranka                                                                                              | Mandat(i)       |
| William Abitbol           | Evropa demokracij in raznolikosti                                                                    | 1999-2004       |
| Sylviane Ainardi          | Evropska združena levica – Zelena nordijska levica                                                   | 1999-2004       |
| Kader Arif                | Stranka evropskih socialistov                                                                        | 2004-2009       |
| Marie-Hélène Aubert       | Skupina Zelenih-Evropska svobodna zveza                                                              | 2004-2009       |
| Jean-Pierre Audy          | Evropska ljudska stranka - Evropski demokrati                                                        | 2004-2009       |
| Danielle Auroi            | Skupina Zelenih-Evropska svobodna zveza                                                              | 1999-2004       |
| Roselyne Bachelot-Narquin | Evropska ljudska stranka - Evropski demokrati                                                        | 2004-2009       |
| Jean Marie Beaupuy        | Skupina zavezništva liberalcev in demokratov za Evropo                                               | 2004-2009       |
| Jean-Pierre Bebear        | Evropska ljudska stranka - Evropski demokrati                                                        | 1999-2004       |
| Jean-Luc Bennahmias       | Skupina Zelenih-Evropska svobodna zveza                                                              | 2004-2009       |
| Pervenche Berès           | Stranka evropskih socialistov                                                                        | 1999-2004 -2009 |
| Jean-Louis Bernié         | Evropa demokracij in raznolikosti                                                                    | 1999-2004       |
| Georges Berthu            | Neodvisni                                                                                            | 1999-2004       |
| Guy Bono                  | Stranka evropskih socialistov                                                                        | 2004-2009       |
| Armonia Bordes            | Evropska združena levica – Zelena nordijska levica                                                   | 1999-2004       |
| Yasmine Boudjenah         | Evropska združena levica – Zelena nordijska levica                                                   | 1999-2004       |
| Alima Boumediene-Thiery   | Skupina Zelenih-Evropska svobodna zveza                                                              | 1999-2004       |
| Jean-Louis Bourlanges     | Evropska ljudska stranka - Evropski demokrati                                                        | 1999-2004 -2009 |
| Bernadette Bourzai        | Stranka evropskih socialistov                                                                        | 2004-2009       |
| Yves Butel                | Evropa demokracij in raznolikosti                                                                    | 1999-2004       |
| Marie-Arlette Carlotti    | Stranka evropskih socialistov                                                                        | 1999-2004 -2009 |
| Françoise Castex          | Stranka evropskih socialistov                                                                        | 2004-2009       |
| Gérard Caudron            | Evropska združena levica – Zelena nordijska levica                                                   | 1999-2004       |
| Isabelle Caullery         | Zveza za Evropo narodov                                                                              | 1999-2004       |
| Chantal Cauquil           | Evropska združena levica – Zelena nordijska levica                                                   | 1999-2004       |
| Jean-Marie Cavada         | Skupina zavezništva liberalcev in demokratov za Evropo                                               | 2004-2009       |
| Brigitte Douay            | Stranka evropskih socialistov                                                                        | 2004-2009       |
| Daniel Marc Cohn-bendit   | Skupina Zelenih-Evropska svobodna zveza                                                              | 1999-2004       |
| Thierry Cornillet         | Evropska ljudska stranka - Evropski demokrati                                                        | 1999-2004 -2009 |
| Paul-Marie Coûteaux       | Evropa demokracij in raznolikosti                                                                    | 1999-2004 -2009 |
| Jean-Louis Cottigny       | Stranka evropskih socialistov                                                                        | 2004-2009       |
| Danielle Darras           | Stranka evropskih socialistov                                                                        | 1999-2004       |
| Michel Dary               | Evropska združena levica – Zelena nordijska levica                                                   | 1999-2004       |
| Joseph Daul               | Evropska ljudska stranka - Evropski demokrati                                                        | 1999-2004 -2009 |
| Francis Decourrière       | Evropska ljudska stranka - Evropski demokrati                                                        | 1999-2004       |
| Marielle De Sarnez        | Evropska ljudska stranka - Evropski demokrati Skupina zavezništva liberalcev in demokratov za Evropo | 1999-2004 -2009 |
| Marie-Hélène Descamps     | Evropska ljudska stranka - Evropski demokrati                                                        | 1999-2004 -2009 |
| Harlem Désir              | Stranka evropskih socialistov                                                                        | 1999-2004 -2009 |
| Christine De Veyrac       | Evropska ljudska stranka - Evropski demokrati                                                        | 1999-2004 -2009 |
| Philippe de Villiers      | Samostojnost in demokracija                                                                          | 2004-2009       |
| Olivier Duhamel           | Stranka evropskih socialistov                                                                        | 1999-2004       |
| Alain Esclopé             | Evropa demokracij in raznolikosti                                                                    | 1999-2004       |
| Anne Ferreira             | Stranka evropskih socialistov                                                                        | 1999-2004 -2009 |
| Hélène Flautre            | Skupina Zelenih-Evropska svobodna zveza                                                              | 1999-2004 -2009 |
| Nicole Fontaine           | Evropska ljudska stranka - Evropski demokrati                                                        | 2004-2009       |
| Janelly Fourtou           | Evropska ljudska stranka - Evropski demokrati Skupina zavezništva liberalcev in demokratov za Evropo | 1999-2004 -2009 |
| Geneviève Fraisse         | Evropska združena levica – Zelena nordijska levica                                                   | 1999-2004       |
| Jean-Claude Fruteau       | Stranka evropskih socialistov                                                                        | 1999-2004 -2009 |
| Marie-Françoise Garaud    | Neodvisni                                                                                            | 1999-2004       |
| Georges Garot             | Stranka evropskih socialistov                                                                        | 1999-2004       |
| Patrick Gaubert           | Evropska ljudska stranka - Evropski demokrati                                                        | 2004-2009       |
| Charles de Gaulle         | Neodvisni                                                                                            | 1999-2004       |
| Jean-Paul Gauzès          | Evropska ljudska stranka - Evropski demokrati                                                        | 2004-2009       |
| Claire Gibault            | Skupina zavezništva liberalcev in demokratov za Evropo                                               | 2004-2009       |
| Marie-Hélène Gillig       | Stranka evropskih socialistov                                                                        | 1999-2004       |
| Natalie Griesbeck         | Skupina zavezništva liberalcev in demokratov za Evropo                                               | 2004-2009       |
| Bruno Gollnisch           | Neodvisni                                                                                            | 1999-2004 -2009 |
| Françoise Grossetête      | Evropska ljudska stranka - Evropski demokrati                                                        | 1999-2004 -2009 |
| Ambroise Guellec          | Evropska ljudska stranka - Evropski demokrati                                                        | 2004-2009       |
| Catherine Guy-Quint       | Stranka evropskih socialistov                                                                        | 1999-2004 -2009 |
| Benoît Hamon              | Stranka evropskih socialistov                                                                        | 2004-2009       |
| Adeline Hazan             | Stranka evropskih socialistov                                                                        | 1999-2004 -2009 |
| Jacky Henin               | Evropska združena levica – Zelena nordijska levica                                                   | 2004-2009       |
| Marie-Thérèse Hermange    | Evropska ljudska stranka - Evropski demokrati                                                        | 1999-2004       |
| Philippe Herzog           | Evropska združena levica – Zelena nordijska levica                                                   | 1999-2004       |
| Brice Hortefeux           | Evropska ljudska stranka - Evropski demokrati                                                        | 1999-2004 -2009 |
| Marie-Anne Isler-Béguin   | Skupina Zelenih-Evropska svobodna zveza                                                              | 1999-2004 -2009 |
| Thierry Jean-Pierre       | Evropska ljudska stranka - Evropski demokrati                                                        | 1999-2004       |
| Alain Krivine             | Evropska združena levica – Zelena nordijska levica                                                   | 1999-2004       |
| Florence Kuntz            | Evropa demokracij in raznolikosti                                                                    | 1999-2004       |
| Arlette Laguiller         | Evropska združena levica – Zelena nordijska levica                                                   | 1999-2004       |
| André Laignel             | Stranka evropskih socialistov                                                                        | 2004-2009       |
| Catherine Lalumière       | Stranka evropskih socialistov                                                                        | 1999-2004       |
| Alain Lamassoure          | Evropska ljudska stranka - Evropski demokrati                                                        | 1999-2004 -2009 |
| Carl Lang                 | Neodvisni                                                                                            | 1999-2004 -2009 |
| Anne Laperrouze           | Skupina zavezništva liberalcev in demokratov za Evropo                                               | 2004-2009       |
| Thierry de la Perriere    | Neodvisni                                                                                            | 1999-2004       |
| Stéphane Le Foll          | Stranka evropskih socialistov                                                                        | 2004-2009       |
| Jean-Marie Le Pen         | Neodvisni                                                                                            | 2004-2009       |
| Marine Le Pen             | Neodvisni                                                                                            | 2004-2009       |
| Fernand Le Rachinel       | Neodvisni                                                                                            | 2004-2009       |
| Bernard Lehideux          | Skupina zavezništva liberalcev in demokratov za Evropo                                               | 2004-2009       |
| Marie-Noëlle Lienemann    | Stranka evropskih socialistov                                                                        | 2004-2009       |
| Alain Lipietz             | Skupina Zelenih-Evropska svobodna zveza                                                              | 1999-2004 -2009 |
| Patrick Louis             | Samostojnost in demokracija                                                                          | 2004-2009       |
| Jean-Charles Marchiani    | Zveza za Evropo narodov                                                                              | 1999-2004       |
| Hugues Martin             | Evropska ljudska stranka - Evropski demokrati                                                        | 1999-2004       |
| Jean-Claude Martinez      | Neodvisni                                                                                            | 1999-2004 -2009 |
| Véronique Mathieu         | Evropa demokracij in raznolikosti Evropska ljudska stranka - Evropski demokrati                      | 1999-2004 -2009 |
| Elizabeth Montfort        | Evropska ljudska stranka - Evropski demokrati                                                        | 1999-2004       |
| Philippe Morillon         | Evropska ljudska stranka - Evropski demokrati Skupina zavezništva liberalcev in demokratov za Evropo | 1999-2004 -2009 |
| Pierre Moscovici          | Stranka evropskih socialistov                                                                        | 2004-2009       |
| Sami Naïr                 | Evropska združena levica – Zelena nordijska levica                                                   | 1999-2004       |
| Robert Navarro            | Stranka evropskih socialistov                                                                        | 2004-2009       |
| Jean-Thomas Nordmann      | Evropska liberalna, demokratska in reformna stranka                                                  | 1999-2004       |
| Gérard Onesta             | Skupina Zelenih-Evropska svobodna zveza                                                              | 1999-2004 -2009 |
| Charles Pasqua            | Zveza za Evropo narodov                                                                              | 1999-2004       |
| Béatrice Patrie           | Stranka evropskih socialistov                                                                        | 1999-2004 -2009 |
| Vincent Peillon           | Stranka evropskih socialistov                                                                        | 2004-2009       |
| Yves Piétrasanta          | Skupina Zelenih-Evropska svobodna zveza                                                              | 1999-2004       |
| Bernard Poignant          | Stranka evropskih socialistov                                                                        | 1999-2004 -2009 |
| Michel Raymond            | Evropa demokracij in raznolikosti                                                                    | 1999-2004       |
| Marie-Line Reynaud        | Stranka evropskih socialistov                                                                        | 2004-2009       |
| Michel Rocard             | Stranka evropskih socialistov                                                                        | 1999-2004 -2009 |
| Didier-Claude Rod         | Skupina Zelenih-Evropska svobodna zveza                                                              | 1999-2004       |
| Martine Roure             | Stranka evropskih socialistov                                                                        | 1999-2004 -2009 |
| Tokia Saïfi               | Evropska ljudska stranka - Evropski demokrati                                                        | 2004-2009       |
| Jean Saint-Josse          | Evropa demokracij in raznolikosti                                                                    | 1999-2004       |
| Gilles Savary             | Stranka evropskih socialistov                                                                        | 1999-2004 -2009 |
| Michel-Ange Scarbonchi    | Evropska združena levica – Zelena nordijska levica                                                   | 1999-2004       |
| Anne-Marie Schaffner      | Evropska ljudska stranka - Evropski demokrati                                                        | 1999-2004       |
| Pierre Schapira           | Stranka evropskih socialistov                                                                        | 2004-2009       |
| Lydia Schenardi           | Neodvisni                                                                                            | 2004-2009       |
| Chantal Simonot           | Neodvisni                                                                                            | 2004-2009       |
| Dominique Souchet         | Neodvisni                                                                                            | 1999-2004       |
| Marie-France Stirbois     | Neodvisni                                                                                            | 1999-2004       |
| Margie Sudre              | Evropska ljudska stranka - Evropski demokrati                                                        | 1999-2004 -2009 |
| Fodé Sylla                | Evropska združena levica – Zelena nordijska levica                                                   | 1999-2004       |
| Nicole Thomas-Mauro       | Zveza za Evropo narodov                                                                              | 1999-2004       |
| Jacques Toubon            | Evropska ljudska stranka - Evropski demokrati                                                        | 2004-2009       |
| Catherine Trautmann       | Stranka evropskih socialistov                                                                        | 2004-2009       |
| Roseline Vachetta         | Evropska združena levica – Zelena nordijska levica                                                   | 1999-2004       |
| Alexandre Varaut          | Neodvisni                                                                                            | 1999-2004       |
| Ari Vatanen               | Evropska ljudska stranka - Evropski demokrati                                                        | 2004-2009       |
| Yannick Vaugrenard        | Stranka evropskih socialistov                                                                        | 2004-2009       |
| Paul Verges               | Evropska združena levica – Zelena nordijska levica                                                   | 2004-2009       |
| Bernadette Vergnaud       | Stranka evropskih socialistov                                                                        | 2004-2009       |
| Françoise de Veyrinas     | Evropska ljudska stranka - Evropski demokrati                                                        | 1999-2004       |
| Dominique Vlasto          | Evropska ljudska stranka - Evropski demokrati                                                        | 1999-2004 -2009 |
| Henri Weber               | Stranka evropskih socialistov                                                                        | 2004-2009       |
| Francis Wurtz             | Evropska združena levica – Zelena nordijska levica                                                   | 1999-2004 -2009 |
| François Zimeray          | Stranka evropskih socialistov                                                                        | 1999-2004       |